# Acilia Plecusa
Acilia Plecusa (Singilia Barba, prop d'Antequera, segona meitat del segle ii - ?) fou una esclava lliberta que esdevingué una influent matrona a la societat romana de l'època, a la província de la Bètica.

## Biografia
Nascuda a la ciutat de Singilia Barba (Magnum Municipium Flavium Singilense Barbitanum) situada en els terrenys de l'actual Cortijo de Castillón, al nord-est d'Antequera (Màlaga) els seus pares eren esclaus propietat de Manius Acilius Fronto, un destacat personatge de les elits locals, membre de l'ordor equester (cavaller) que arribà a ostentar la magistratura de prefecte d'enginyers.
Tot just adolescent, Plecusa quedà embarassada del seu amo (patronus), fet absolutament normal en aquella època. Les disposicions legals establien que el fill engendrat entre amo i esclava fos considerat esclau a tots els efectes. Per evitar susceptibilitats familiars, els amos tendien a vendre la mare, el fill, o tots dos alhora. Una altra solució era la manumissió, recurs que adoptà Manio Acilio, que enamorat de la noïa, decidí casar-s'hi, atorgant-li el nom d'Acilia. El fill també rebé el cognom de la família paterna, Manius Acilius Phlego (Flegón o Flegonte) d'origen grec i esdevingué membre de ple dret de l'aristocràcia local. Amb el temps, el senat el nomenà decurió.
L'ascens social d'Acilia fou imparable i es convertí en una de les matrones més influents i respectades de la societat de la Bètica romana. A la mort del marit i del primer fill, es dedicà a l'evergetisme i sufragà l'embelliment de la ciutat amb altars, làpides i escultures (algunes en honor del seu marit, fills, familiars i amics rellevants). No es té constància del nombre de fills que tingué, però la troballa d'un altar dedicat a la filla Acilia Septuminia, fa suposar que fou la setena. També s'han trobat inscripcions que identifiquen dos nets, fills del seu primogènit.

## Arqueologia
L'any 1993 durant les excavacions patrocinades per l'Ajuntament d'Antequera prop de Bobadilla, en una necròpolis situada en el paratge de Las Maravillas per on discorre la Via Augusta-Domiciana, fou trobada la tomba d'Acilia Plecusa, no gaire lluny d'on s'ubicava la gran Vil·la dels Acilii. El monument fou concebut com a tomba familiar, com ho demostren els loculi (nínxols) oberts als laterals. Les restes d'inscripcions fan pensar que fou usada durant diverses generacions, ja que mostra la presència de dos tipus de ritus funeraris, la inhumació i la incineració. Acilia fou inhumada en un sarcòfag. Segons expliquen els arqueòlegs, la tomba fou saquejada diverses vegades, possiblement per sostreure'n joies o objectes de valor. La làpida, molt malmesa, no permet conèixer la data exacta de la seva mort. Des del 2009 es conserva al Museu d'Antequera.